# أدولف غولشميدت
أدولف غولشميدت (بالألمانية: Adolphe Goldschmidt)‏ هو مصرفي ألماني، ولد في 1838 في فرانكفورت في ألمانيا، وتوفي في 1918 في لندن في المملكة المتحدة.